# Android Oreo
Android Oreo est la version 8.x.x du système d'exploitation mobile Android développé par Google. Elle est décrite par les niveaux d'API 26 et 27. Cette version du système est disponible depuis le 21 août 2017 et porte le nom de la marque de biscuits Oreo.
Une révision mineure, 8.1.0, est disponible en Developer Preview depuis le 25 octobre 2017

## Fonctionnalités
L’équipe chargée du développement d’Android a complètement revu l’optimisation des actions au sein du système, désormais le système impose une limite d'activité des applications en arrière-plan mais également une limite d’utilisation de la localisation. Une nouvelle stratégie d’optimisation de la batterie a été mise en place par Google, d’ailleurs, l’économiseur de batterie subsiste toujours au sein du système, mais a été amélioré. Google promet par ailleurs un démarrage plus rapide du système, notamment sur sa gamme d’appareils Pixel.
Le système propose désormais un remplissage automatique des formulaires dans les applications (tel que les mots de passe, les adresses mail, mais aussi d’autres informations fréquemment demandées lors d’inscriptions et de connexions).
Cela se fait en définissant un gestionnaire d'auto-complétion par défaut dans les paramètres (Langues et saisie > service d'auto-complétion) comme « Autofill with Google », LastPass ou Enpass (en).
On remarque l’apparition d’un mode Picture-in-picture (PiP) déjà mis en place sur certains appareils avec une surcouche constructeur, celui-ci permet d’incruster une application en superposition. Ce mode offre notamment la possibilité, tout en utilisant une autre application de :
- regarder un film avec Google Play Films et TV ;
- regarder une vidéo avec Google Chrome ;
- passer des appels vidéos avec Google Duo.

Note : dans certains pays, l'application YouTube et son site web respectif bloquent cette fonctionnalité. En effet, YouTube réserve celle-ci aux utilisateurs de l'offre YouTube Red non disponible dans la plupart des pays.
L’écran d’accueil par défaut d’Android Oreo (Google Now Launcher sur les Nexus, Pixel Launcher sur les Pixels) a été mis à jour et permet maintenant l’affichage de badges de notification, lorsque des notifications sont disponibles (celles affichées dans le panneau de notification).
De plus, le design des « App Shortcuts » (appui long sur une icône dans le launcher) a été modifié. L'affichage se fait désormais dans un seul bloc avec les options suivantes :
- icône permettant de supprimer le raccourci (X) / ou désinstaller l'application (Poubelle) ;
- icône permettant l'accès à l'écran de paramètres de l'application (i) ;
- liste des raccourcis disponibles avec un bouton permettant de les glisser-déposer sur l'écran d'accueil ;
- liste des notifications liées à l'application et leur nombre ;
- les icônes sont désormais adaptatives.

Les émoji ont été revus sous une forme plus moderne : circulaire, avec un contour et du dégradé de couleurs. Ils remplacent les émoji « Blob » introduits avec Android KitKat et modifiés 2 fois depuis.

## Marketing

Logo d'Android 8.0.

Le 21 août 2017, à l'occasion d'une éclipse solaire aux États-Unis, Google organise un événement au 14th Street Park pour le dévoilement de la version 8.0 d'Android, il est alors retransmis sur YouTube. On y voit le dévoilement de la statue et un clip vidéo mettant en scène la statuette,.

La statuette est exposée au Googleplex, comme à chaque présentation d'une nouvelle version d'Android.
Cette version d'Android est issue d'un partenariat avec Oreo pour l'utilisation du nom de sa marque en tant que nom de la version 8.0. C'est le deuxième partenariat entre Google et une marque de biscuits, après Kit Kat.

## Révisions et améliorations
Le tableau ci-dessous présente les différentes versions notables d'Android Oreo. Il n'inclut pas les mises à jour de sécurité :
| Version | Date de sortie  | Caractéristiques |
| ------- | --------------- | --- |
| 8.0.0   | 21 août 2017    | Première version de 8.0.0 |
| 8.1.0   | 6 décembre 2017 | Première version de 8.1.0 - Mise à disposition d'Android Go - Ajout de l'affichage du pourcentage de batterie d'un appareil Bluetooth dans les paramètres (et paramètres rapides) du Bluetooth - Ajout de l'affichage des vitesses de transmission des réseaux Wi-Fi disponibles - Ajout de l'affichage des applications causant des drainage de la batterie dans la section « Batterie » - Ajout de l'accélération matérielle pour la fonction d'hotspot WiFi - Activation du processeur visuel (Visual core chip) sur le Pixel 2 - Modifications de l'interface : - Ajout d'un thème Jour/nuit dépendant du fond d'écran pour la barre de notification et de paramètres rapides ainsi que le menu de volume et le menu d'arrêt - Arrondissement des icônes de la barre d'états - Les messages toast sont désormais blancs - Assombrissement des boutons de la barre de navigation après quelques secondes sans utilisation - Transparence de la barre de notifications et paramètres rapides - Menu d'arrêt considérablement réduit et désormais positionné à côté du bouton d'arrêt, animation lors de l'arrêt et du redémarrage - Remplacement de l'icône de recherche par une barre de recherche dans les paramètres - Ajout de l'API « Neural Networks » (NNAPI) afin de permettre à des opérations hors-ligne de machine learning d'utiliser l'accélération matérielle d'un appareil. - Restriction sur le nombre d'alertes d'une notification par seconde - Amélioration des performances pour les appareils à faible RAM - Amélioration du framework d'auto-complétion - Ajout de fonctionnalités pour la navigation sûre pour les développeurs - Ajout d'un extracteur de vignette de vidéos pour les développeurs - Ajout d'un nouvel API pour la mémoire partagée - Ajout d'un API d'extraction des couleurs d'un fond d'écran (WallpaperColors API). Actuellement[Quand ?] utilisée, par exemple, pour adapter le thème de l'appareil (Jour./Nuit) en fonction de la couleur du fond d'écran d'accueil. - Améliorations du système d’empreintes |

### Android Go
Une distribution sur mesure pour les appareils bas de gamme, appelée Android Go, a été dévoilée pour Oreo ; elle est destinée aux appareils avec 1 Go de RAM ou moins. Ce mode comporte des optimisations de plate-forme conçues pour réduire l'utilisation de données mobiles (y compris l'activation du mode d'économiseur de données par défaut), ainsi qu'une suite spéciale de Google Mobile Services conçue pour réduire la consommation de ressources et de bande passante. Le Google Play Store mettra également en valeur les applications légères adaptées à ces appareils,. L'interface du système d'exploitation est également modifiée, avec le panneau de configuration rapide qui donne une plus grande visibilité aux informations concernant la batterie, la limite de données mobiles et le stockage disponible, le menu des applications récentes utilisant une présentation modifiée et étant limité à quatre applications (afin de réduire la consommation de RAM), et une API pour permettant aux opérateurs mobiles d’implémenter le suivi des données et recharges dans le menu des paramètres Android. Services Google Play a également été modularisé pour réduire son empreinte mémoire.
Android Go a été mis à la disposition des constructeurs OEM pour Android 8.1.